# Gogounou
Gogounou è una città situata nel dipartimento di Alibori nello Stato del Benin con 95 185 abitanti (stima 2006).

## Geografia fisica
Sorge 35 km a sud di Kandi e confina a nord con i comuni di Banikoara e Kandi, a sud con Bembèrèkè, Sinendé e Kalalé, ad est con Ségbana e ad ovest con Kérou.

## Arrondissement
Il comune è formato dai seguenti arrondissement:
- Bagou
- Gogounou con 12 704 abitanti
- Gounarou
- Ouara
- Sori
- Zoungou-Pantrossi

## Società

### Religione
La maggioranza della popolazione è di religione musulmana (67,1%), seguita da religioni locali (11,1%) e dal cattolicesimo (7,8%).

## Economia
Prevalentemente agricola con coltivazione di cotone, riso ed arachidi. Presenti giacimenti di sabbia e ghiaia mentre poco sviluppata è la pesca, lungo i fiumi Sota e Alibori.